# Gaiteros del Zulia
Les Gaiteros del Zulia sont un club vénézuélien de basket-ball évoluant en Liga Profesional de Baloncesto, soit le plus haut niveau du championnat vénézuélien. Le club est basé dans la ville de Maracaibo.

## Palmarès
- Champion du Venezuela : 1984, 1985, 1996, 2001

## Entraîneurs successifs
- 2009-2010 :  Raymond Dalmau
- 2014 :  Flor Meléndez